# Désinfection - désinsectisation - dératisation en France
En France, la désinfection – désinsectisation – dératisation, abrégée en 3D, est la gestion des organismes vivants qui sont indésirables dans les lieux publics ou privés.
Cette activité s'exerce dans les logements individuels et collectifs, dans les lieux publics, tels que les écoles, les hôpitaux, les hôtels, les salles de spectacle, les bureaux ou les usines notamment tout au long de la filière agroalimentaire.
Elle gère entre autres les insectes nuisibles tels que les guêpes, les frelons, les blattes, les moustiques, les punaises de lit et les termites ou les rongeurs principalement les rats et les souris. L'activité concerne également l'éloignement et la régulation des pigeons et autres volatiles pouvant être considérés nuisibles. Elle couvre les spécialités techniques suivantes : la désinsectisation, la dératisation, la désinfection, la démoustication, le dépigeonnage, le traitement anti-termites préventif ou curatif, ainsi que d'autres variantes dans chaque spécialité.
L'un des moyens d'extermination de ces espèces est l'usage de produits biocides.

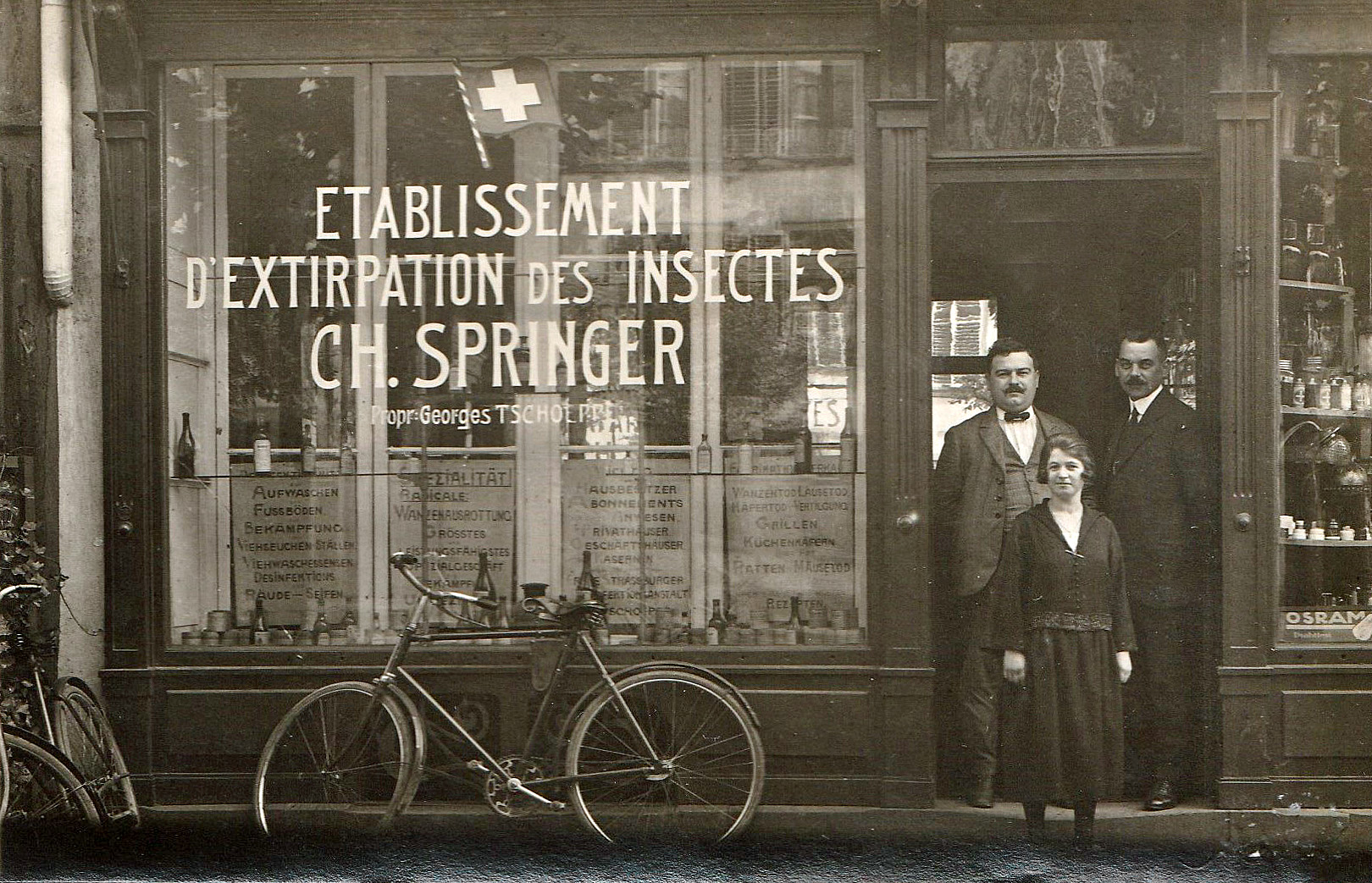
Entreprise d'extirpation des insectes à Strasbourg en 1920.

## Organisation de la profession
L'activité commerciale est soumise à l'obtention d'un agrément d'entreprise découlant du certificat d'applicateurs et distributeurs de produits antiparasitaires à usage agricole et des produits assimilés. Depuis le 1er janvier 2012, une refonte a été effectuée par le ministère de l'Agriculture dans le cadre du Certiphyto.
La Convention collective nationale française régissant la profession se nomme Désinfection – désinsectisation - dératisation. L'accord constitutif date du 1er septembre 1991 et son extension (validation par le ministère du Travail) le 16 janvier 1992, publication au JO le 31 janvier 1992. Le numéro de la brochure officielle est le 3260.
Dans la nomenclature d’activités française (NAF 2008), la profession a pour appellation « Désinfection, désinsectisation, dératisation » et le code APE est 81.29A. La profession est représentée par la Chambre syndicale 3D, ainsi que le Syndicat national de l'hygiène.
Les opérations de dératisation se définissent par le résultat final de l’action, un endroit qui a été sujet d’une dératisation est un endroit dératisé quand l’intervention est réussie seulement, et il n’est pas possible de parler d’une dératisation sauf quand l’intervention porte ses fruits.
Les sites d'activités commerciales ont des obligations dans la prévention et la lutte contre les nuisibles et doivent prouver que leurs processus de production sont fiables. Les secteurs de l'alimentation humaine et animale notamment doivent répondre à des exigences particulière : paquet hygiène, protocole HACCP (système d'analyse des risques et de maîtrise des points critiques), référentiels BRC, AIB ou encore IFS).
Dans ce cadre, la protection contre les nuisibles concerne les rongeurs, les insectes volants et rampants, les insectes des denrées stockées et les volatiles.